# Quercus microphylla
Quercus microphylla — вид рослин з родини букових (Fagaceae), поширений у Мексиці.

## Опис
Це чагарник зазвичай заввишки до 1 м. Цей вид часто утворює щільні зарості, що складаються з кількох особин, розмір яких може перевищувати кілька метрів у поперечнику. Жолуді поодинокі або в парі, сидячі, від кулястих до яйцюватих, на 1/3 вкриті чашечкою, надзвичайно малі: діаметром 10 мм і довжиною 15 мм і це робить вид чудовим у відновленні в місцях, які нещодавно постраждали від пожежі; дозрівають у перший рік, у серпні — вересні. Кора тріщинувата, не луската, темна. Гілочки оголені на другий рік. Листки опадні, еліптичний більш-менш вузький, або яйцюваті, 10–30 × 7–18 мм; верхівка тупа або округла; основа округла або ± серцеподібна; край трохи згорнутий, цілий або трохи зубчастий біля верхівки; верх блискучий сіро-зелений, шорсткий, зі зірчастими волосками; низ жовтувато вовнистий; ніжка листка вовниста, 2–4 мм.

## Середовище проживання
Поширений у Мексиці (Тамауліпас, Сан-Луїс-Потосі, Керетаро, Агуаскалієнтес, Веракрус, Коауїла, Дуранго, Гуанахуато, Ідальго, Халіско, Наяріт, Нуево-Леон, Оахака, Пуебла); росте на висотах від 1800 до 3000 метрів; населяє чагарники, скелясті пагорби, луки з розсіяними соснами/дубами або відкриті ліси. Як правило, цей вид віддає перевагу відносно сухим біотопам.